# 御坊南インターチェンジ
御坊南インターチェンジ（ごぼうみなみインターチェンジ）は、和歌山県御坊市熊野（いや）にある、阪和自動車道のインターチェンジである。白浜方面のみ出入り可能なハーフICであり、大阪方面への出入りは湯浅御坊道路の御坊ICを利用する。上り線（大阪方面）からは、日高町や日高川町・由良町などへの最寄ICとなっている。

## 道路
- E42 阪和自動車道（31番）

## 歴史
- 2003年12月14日 : 阪和自動車道御坊IC-みなべIC開通と同時に開設。

## 周辺
- 御坊市立野口小学校

## 接続する道路
- 和歌山県道25号御坊中津線

## 料金所
- 入口レーン（みなべ・南紀田辺方面への流入）
  - 一般レーン1箇所
  - ETCレーン1箇所
- 出口レーン（南紀田辺・みなべ方面からの流出）
  - 一般レーン1箇所
  - ETCレーン1箇所

当料金所の一般レーンは係員が常駐し入口レーンは通行券は手渡発券が行われており出口レーンは料金収受が行われている。

## 隣
E42 阪和自動車道
(30)御坊IC - (31)御坊南IC - (32)印南IC